# Ambrose Kingsland
Pour les articles homonymes, voir Kingsland.
Ambrose Kingsland (né le 24 mai 1804, mort le 13 octobre 1878) est un homme d'affaires et politicien qui a été maire de New York entre 1851 et 1853. Il a initié la législation qui a conduit à la réalisation de Central Park.
Il habitait au no 114 de la Cinquième Avenue. En 1864 il a acheté Hunter Island (actuel Pelham Bay Park) pour 127 501 $.